# Гамзе Йозчелик
Гамзе Йозчелик (на турски: Gamze Özçelik) е турска актриса и модел.

## Биография
Родена е на 26 август 1982 г. в Истанбул. Тя е третата от четирите дъщери на семейството. Завършва гимназия и университет „Bilgi Univercity“ в Истанбул. От 1999 година работи като професионален модел. Работи също и като водеща на различни телевизионни предавания. Тренира „Пилатес“.
На 19 юни 2008 се омъжва за Уур Пекташ. На 29 януари 2010 година в Лондон се ражда синът им Муратхан.
Създават фирмата „Отоман груп“ за търговия с недвижими имоти и ежегодни екскурзии до Мека и Медина по време на хадж. През декември 2011 г. се развежда с Уур Пекташ и 2 години по-късно се запознава с Mert Ocal. Приключва участието си в сериала „Опасни улици“ по заръка на приятеля си Мерт.

## Филмография
- Eyvah Kızım Büyüdü (1998)
- Cinler ve Periler (2001)
- Tatlı Hayat (2001)
- Serseri (2003)
- Hırsız Var! (2004)
- Düşler ve Gerçekler (2005)
- Savcinin Karısı (2005)
- Arka Sokaklar (2006 – 2009; 2011 – 2013)
- Buzda Dans (2007)
- Canan (2011)
- Fatih (TV dizisi)(2013)